# 하동 법성선원 법집별행록절요병입사기
하동 법성선원 법집별행록절요병입사기(河東 法成禪院 法集別行錄節要幷入私記)는 대한민국 경상남도 하동군 옥종면 법성선원에 있는 불서이다. 2019년 4월 18일 경상남도의 유형문화재 제643호로 지정되었다.

## 지정사유
「법집별행록절요병입사기」는 보조국사(普照國師) 지눌(知訥)이 입적하기 1년 전인 1209년에 중국(中國) 화엄종(華嚴宗) 제5조(祖) 규봉종밀(圭峯宗密: 780-841)이 엮은 「법집별행록(法集別行錄)」가운데서 중요한 부분을 절요(節要)하고, 자신의 견해를 서술한 사기(私記)를 더하여 편집한 책이다. ‘법집별행록절요병입사기(法集別行錄節要幷入私記)를 줄여서 일명 ‘절요(節要)’라고 한다. 하동 법성선원 소장본은 발문에 ‘萬曆十六年(1588)戊子七月日慶尙道淸道地虎踞山雲門寺開板’이라는 기록이 있어서 1588년에 경상도 운문사에서 개판하였다는 것을 알 수 있으며 임진왜란 이전에 간행된 중요본이다.

## 참고 문헌
- 하동 법성선원 법집별행록절요병입사기 - 국가유산청 국가유산포털